# خط کرانه برجسته
خط کرانه برجسته یا خط کرانه برآمده (به انگلیسی: Raised shoreline)، یک خط کرانه باستانی است که بالاتر از سطح آب فعلی قرار دارد. این زمین‌چهرها با تغییر نسبی در سطح دریا به دلیل افزایش سطح جهانی آن دریا، بازگشت ایزواستاتیک و/یا بالا آمدن زمین‌ساختی تشکیل می‌شوند. این سطوح معمولاً در بالای سطح دریاهای مدرن وقتی قرار می‌گیرند که یک منطقه یخبندان شدید عقب‌نشینی یخبندان را تجربه می‌کند و سبب افزایش سطح آب می‌شود. این منطقه سپس بازگشت پسایخبندان را تجربه می‌کند و به‌طور مؤثر سطح خط ساحلی را بالا می‌برد.
نمونه‌هایی از خطوط ساحلی برجسته را می‌توان در امتداد سواحل مناطق یخ‌زده پیشین در ایرلند و اسکاتلند و همچنین در آمریکای شمالی یافت. خطوط ساحلی برجسته در مکان‌های مختلف در پیرامون پیوجت ساند ایالت واشینگتن در معرض دید قرار می‌گیرند.